# Un peu de l'âme des bandits
Un peu de l'âme des bandits is een album uit 1980 van de Belgische avant-garde rockband Aksak Maboul. Het was het tweede album van de groep. Het werd opgenomen in februari en augustus 1979 in de Sunrise Studio in het Zwitserse Kirchberg. In januari 1980 werd het uitgebracht op elpee op het Belgische onafhankelijk platenlabel Crammed Discs, het label van stichtend lid Marc Hollander. In die tijd spelde de groep zijn naam even als "Aqsak Maboul", zoals de naam ook op de platenhoes verscheen. Bij latere heruitgaves van het album werd de naam terug als "Aksak Maboul" gespeld.
Naast de gangbare groepsbezetting uit die tijd speelden ook Fred Frith en Chris Cutler, ex-leden van Henry Cow, mee op het album. Mede-oprichter van Aksak Maboul Vincent Kenis speelde niet mee op het album, maar arrangeerde wel twee nummers.
Het album is nog intenser en experimenteler dan het vorig album, Onze danses pour combattre la migraine. Het bevat zowel complexe composities als geïmproviseerde stukjes ambient. Er wordt gebruikgemaakt van sampling vóór er echt samplers waren en bevat een mix van tango's, Turkse klanken, kamermuziek, ruwe punk rock en pseudo-Varèsemuziek. Net zoals het eerste album is het hoofdzakelijk instrumentaal met een klein beetje gezang of stemklanken. De A-kant van de plaat begint met vijf "dansen". Opener "A Modern Lesson" begint als een soort bluesnummer met brabbelende stemmen boven een gitaar, cello en saxofoon en gaat dan over in kamermuziek met blazers en snaarinstrumenten. Het bevat geluiden van een flipperkast en samples van de andere nummers van het album. Voor het nummer "Tango" werden verschillende populaire tango's in stukjes geknipt, naar willekeur terug aan elkaar geplakt, en het resulteren muziekstuk werd daarna gespeeld en opgenomen. "I Viaggi Formano la Gioventú" is een arrangement van een Turk folknummer. In "Inoculating Rabies" wordt een compositie voor fagot en basklarinet over een achtergrond met lawaaierige rockgitaarmuziek gespeeld. De B-kant bestaat uit de suite "Cinema", die vier solo's bevat, namelijk voor de 6-snarige basgitaar, akoestische cello, elektrische cello en synthesizer. De sectie "Age Route Brra! (Radio Sofia)" is een geïmproviseerde imitatie van een Bulgaars radiopraatprogramma.

## Tracks
Alle arrangementen staan op naam van Aksak Maboul, tenzij waar anders aangegeven.
A-kant
1. "A Modern Lesson [Bo Diddley]" (Hollander, arr. Frith, Hollander, Jauniaux) – 4:58
2. "Palmiers en Pots"
  1. "[Trio (from Nuits D'Argentine)]" (Verchuren) – 1:25
  2. "[Tango]" (Wuyts, Hollander) – 1:59
3. "Geistige Nacht [Rondo]" (Frith, arr. Frith) – 5:18
4. "I Viaggi Formano la Gioventú [Truc Turc]" (trad. Turkse folksong, arr. Kenis, Aksak Maboul) – 5:09
5. "Inoculating Rabies [Pogo]" (van Hecke, Wuyts) – 1:47

B-kant
1. "Cinema [Knokke]"
  1. "Ce Qu'On Peut Voir Avec Un Bon Microscope" (Hollander, Wuyts, Aksak Maboul) – 7:25
  2. "Alluvions" (Hollander, Wuyts, arr. Kenis, Aksak Maboul) – 5:27
  3. "Azinou Crapules" (Hollander, Wuyts) – 7:05
  4. "Age Route Brra! (Radio Sofia)" (Aksak Maboul) – 2:48

In 1995 werd het album uitgebracht op cd op het label Crammed Discs. Deze uitgave bevat een extra nummer van de The Honeymoon Killers, een groep in 1980 ontstaan uit een fusie van Aksak Maboul en Les Tueurs de la Lune de Miel:
- "Bosses de Crosses [Horreurs]" (Hollander, Vromman, arr. Honeymoon Killers – 7:02

## Bezetting
- Marc Hollander – orgel (A1,A4,B1), piano (A1,B1), klarinet (A1), basklarinet (A1,A5,B1), saxofoon (A1), drummachine (A1), altsaxofoon (A2,B1), sopraansaxofoon (A3,A4), dumbeg (A4), samples (A4), xylofoon (B1), percussie (B1.2)
- Frank Wuyts – drums (A1), flipper van flipperkast (A1), recorder (A1), piano (A2-4,B1), synthesizer (A3,A4,B1), percussie (B1), koor (A1)
- Michel Berckmans – fagot (A1-3,A5,B1), hobo (A1,A3,A4,B1), koor (A1)
- Denis van Hecke – akoestische cello (A1-4,B1), elektrische cello (A4,A5,B1), stem (A4,A5,B1), rhythm guitar (A5)
- Catherine Jauniaux – stem (A1,B1), flipper van flipperkast (A1)
- Fred Frith – gitaar (A1,A4,A5,B1), viool (A1,A2), altviool (A1), basgetaar (A1,A3,A5,B1), geprepareerde gitaar (B1)
- Chris Cutler – drums (A1-3,A5,B1), percussie (B1), radio (B1)